# Greererpeton
Greererpeton é um gênero de tetrápode que viveu durante o período Carbonífero no Estados Unidos.